# Université catholique du Soudan du Sud
L'université catholique du Soudan du Sud (en anglais : The Catholic University of South Sudan, CUofSS) est un établissement d'enseignement supérieur catholique, situé au Soudan du Sud. Elle est dirigée par le jésuite Michael Schultheis. La scolarité y coûte environ 800 dollars par an.
La faculté de lettres et sciences sociales a ouvert en 2008, à Djouba. La faculté d'agriculture et de sciences environnementales a ouvert en 2009 à Wau. La faculté de sciences de l'ingénieur devrait ouvrir à la rentrée universitaire 2011.